# Dienstgrade der Kaiserlichen Marine
Die folgende Aufzählung der Dienstgrade der Kaiserlichen Marine (ohne Marineinfanterie) gibt den Stand um das Jahr 1914 wieder.
Um die Dienstgrade an der Uniform unterscheiden zu können, gab es diverse Abzeichen und Merkmale. Offiziere unterschieden sich durch Schulterstücke (ggf. mit Sternen) und in bestimmten Laufbahnen darüber hinaus durch Tressen auf den Ärmeln. Deckoffiziere durch Achselklappen auf der Oberbekleidung. Unteroffiziere und Mannschaften durch Abzeichen auf dem linken Oberarm. Dazu kamen in allen Personalkategorien weitere Merkmale, beispielsweise bestimmte Mützen, ein Portepee, Tressen und anderes mehr. Die Farbe der Tressen (Metallgespinst) und Knöpfe richtete sich nach der organisatorischen Zuordnung: Silber bei den Werftdivisionen, Bekleidungsämtern und dem Maschinen- und Feuermeisterpersonal der Torpedoabteilungen, Gold für alle übrigen Unteroffiziere.
Darüber hinaus gaben bei den Deckoffizieren die Achselklappen durch zusätzliche Abzeichen und bei den Unteroffizieren die Dienstgradabzeichen durch verschiedenartige Ausgestaltung Auskunft über die Laufbahn zu der der Betreffende gehörte.
Beamte der kaiserlichen Marine sind in dieser Übersicht nicht berücksichtigt.
Detaillierte Bekleidungsvorschriften für Angehörige der Kaiserlichen Marine sind unter dem Artikel Uniformen der Kaiserlichen Marine aufgeführt.

## Dienstgrade

### Mannschaften (Matrosen)
- Matrose
- Einjährig-Freiwilliger: Oben offener Winkel aus doppelter Wollschnur in den Reichsfarben schwarz-silber (statt weiß)-rot
- Obermatrose: Oben offener Winkel aus Borte, in gelb (zur blauen Uniform) oder blau (weiße Uniform)

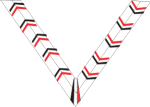
Einjährig-Freiwilliger
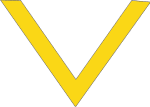
Obermatrose

Anmerkungen: Einjährig-Freiwilliger war kein Dienstgrad, sondern Bezeichnung der Anwärter für eine Reserveoffizierslaufbahn. Matrosen und Obermatrosen wurden in diversen Laufbahnen, bei vorangestellter Laufbahnbezeichnung, Gast (Mehrzahl: Gasten) genannt (z. B. Malersgast, Signalobergast).

### Unteroffiziere ohne Portepee (Maate)
- Maat: Blauer stehender Anker (weiße Uniform) mit aufgelegtem Laufbahnabzeichen. Auf blauem Matrosenhemd und Matrosenjacke war das Emblem in Metallausführung (gold oder silber). Ärmelaufschläge der Jacke mit Metalltresse eingefasst
- Obermaat: wie Maat, über dem Anker zusätzlich Kaiserkrone mit fliegenden Abzeichen

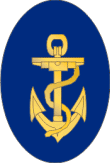
Maat
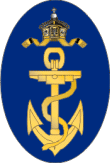
Obermaat

Anmerkungen: Die Maate und Obermaate wurden gemäß ihrer Laufbahn geführt, zum Beispiel als Bootsmannsmaat, Zimmermannsmaat oder Oberfeuerwerksmaat.

### Unteroffiziere mit Portepee (Feldwebel)
- Vize-Feldwebel bzw. Vize-Wachtmeister: stehender, klarer Anker (Metall) unter Kaiserkrone mit fliegenden Bändern. Unter dem Emblem ein oben offener Winkel aus Metalltresse. Zur standardmäßig getragenen Matrosenjacke (Aufschlagtressen wie Maate) weißes Hemd mit hohem Eckkragen („Vatermörder“) und Querbinder. Schirmmütze der Deckoffiziere. Lange blaue Hosen und Halbschuhe. Offizierssäbel mit Portepee.
- Feldwebel bzw. Bootsmann  (letzterer auch Bordfeldwebel genannt): wie Vize-Feldwebel bzw. Vize-Wachtmeister, zusätzlich zweiter Tressenwinkel unter Laufbahnabzeichen; über den Ärmelaufschlägen umlaufendes Band aus Metalltresse („Kolbenring“)

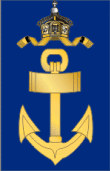
Vize-Feldwebel, Feldwebel

Anmerkungen: Feldwebel war ein Dienstgrad der Werftdivisionen (Marinedienste zu Land), Wachtmeister war ein Dienstgrad des seemännischen Dienstes, der besonders die Abteilungen unter Deck beaufsichtigte.
Portepee-Unteroffiziere mit mehr als 25 Dienstjahren (ab 1913 mit 15 Dienstjahren) legten die Uniform der Deckoffiziere mit den Abzeichen der Portepee-Unteroffiziere an. Seit 1914 trugen alle Portepee-Unteroffiziere, unabhängig vom Dienstalter, Deckoffiziersuniform mit den Abzeichen der Portepee-Unteroffizieren.

### Deckoffiziere
- Deckoffizier (Bootsmann, Steuermann, Feuerwerker etc.): Dienstanzug ähnlich dem der Offiziere, jedoch flacherer Mütze und Mannschaftsüberzieher (Ausnahme: Vize-Deckoffiziere!). Statt der Schulterstücke zu allen Anzugsarten blaue Achselklappen mit dem Laufbahnabzeichen (zum Beispiel unklarer Anker bei Bootsleuten, Zahnrad bei Maschinisten) in Metallausführung. Auf den Ärmelaufschlägen drei waagerecht angeordnete Ankerknöpfe. Schirmmütze ähnlich der Offizierskopfbedeckung, mit niedrigerem Deckel und ohne Eichenlaubkranz, über der Nationalkokarde (Schwarz, Weiß, Rot) die Kaiserkrone mit fliegenden Kronenbändern. Kragen bei Maschinisten/Obermaschinisten und Torpedomechanikern/Torpedoobermechanikern aus schwarzem Samt.[1]
- Oberdeckoffizier (Oberbootsmann, Obersteuermann, Oberfeuerwerker etc.): wie Deckoffizier, jedoch über den Laufbahnabzeichen auf den Achselklappen die Kaiserkrone mit fliegenden Bändern
- Zahlmeisteraspiranten: ähnlich den übrigen Deckoffizieren, alle Knöpfe jedoch silbern
- Zeugfeldwebel: wie Deckoffiziere. Auf den Achselklappen ein unklarer Anker mit aufgelegtem „Z“. Oberzeugfeldwebel darüber die Kaiserkrone mit fliegenden Bändern
- Deckoffizierleutnant: siehe Offiziere

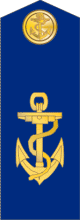
Bootsmann (Deckoffizier)
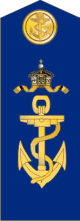
Oberbootsmann (Oberdeckoffizier)
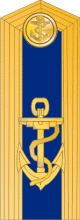
Bootsmann als Offizier- stellvertreter (Oberbootsmann mit Kaiserkrone über Anker)

Anmerkung: Bei Offizierstellvertretern waren die Längsseiten der Achselklappen mit Goldtresse besetzt (analog den Achselklappen der Vize-Deckoffiziere).

### Offizieranwärter

#### Seeoffiziersanwärter (Berufsoffiziere)
- Seekadett (bis 17. April 1899 Kadett): Jacke der Feldwebel, jedoch ohne deren Tressen und Ärmelabzeichen, auf den Ärmelaufschlägen drei horizontal angeordnete gelbe Ankerknöpfe (wie bei Deckoffizieren). Marinedolch, bis 1890 Faschinenmesser, ohne Portepee. Mütze ähnlich dem Seeoffiziersmodell, aber flacher. Mützenband ab 1888 aus schwarzem Mohair, vorher aus blauem Grundtuch mit Oberrand aus schmaler Goldtresse. Ab 1908 die Seeoffiziersmütze, jedoch wie zuvor Kokarde ohne Eichenlaubstickerei und Kaiserkrone.
- Fähnrich zur See (bis 17. April 1899 Seekadett): wie Seekadett, jedoch auf beiden Kragenenden (seit Ende 1885 auf beiden Schultern) jeweils eine schmale Spange aus schwarz-rot durchzogener Silberschnur. Marinedolch, bis 1890 Faschinenmesser, mit Portepee. Erlaubnis zum Tragen des Offiziersfracks (mit Schnurabzeichen). Mützenband bis 1888 aus breiter Goldtresse, ab 1888 aus schwarzem Mohair. Die Kokarde seit 1888 umgeben von Eichenlaubstickerei, darüber Kaiserkrone. Ab 1908 Seeoffiziersmütze. Nach bestandener Offiziersprüfung Offizierssäbel alternativ zum Marinedolch erlaubt (umgs. dann Säbel-Fähnrich).[2]

Als Seeoffiziersanwärter der aktiven Laufbahn (Berufsoffizier), rangierten die Seekadetten zwischen Maat und Obermaat. Fähnriche zur See standen im Rang zwischen Obermaat und Vizefeldwebel, nach bestandener Offiziersprüfung aber unmittelbar hinter den Feldwebeln (umgs. dann Säbel-Fähnrich bzw. bis 1899 Säbel-Kadett, entsprechend dem Degen-Fähnrich der Armee).

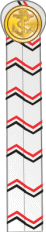
Seekadett Fähnrich z. See

- Seekadett
Fähnrich z. See

#### Reserveoffiziersanwärter
- Vize-Deckoffizier (bis 1893: Vize-Seekadett): Bis 1893 ab Beförderung vom Bootsmannsmaat zum Vize-Seekadett weiterhin Uniform der Bootsmannsmaate, zur Jacke aber weißes Oberhemd mit Stehkragen und schwarzer Binder (statt des Exerzier- bzw. „Seemannskragens“), außerdem Schnurspange und Mütze der Seekadetten- bzw. Fähnriche sowie Offizierssäbel mit Portepee. Ab 1884 auf der kurzen Jacke Ärmeltressen in Knopffarbe (wie Bootsmannsmaate). Seit Juli 1893 Uniform der Deckoffiziere mit Schulterklappen der Offiziersstellvertreter, ab 1914 Schulterabzeichen der Deckoffiziere. Ab 1895 Offiziersmütze und Offizierspaletot.[4]

Als Offizieranwärter der Reservelaufbahn rangierten Vize-Deckoffiziere mit den Vizefeldwebeln der Landtruppenteile. Mit Bestimmung vom 10. Juli 1893 (Marineverordnungsblatt für das Jahr 1893, Nr. 145) wurden die Reserve-Offizieraspiranten des Seeoffizierkorps und der Matrosen- bzw. Marineartillerie nicht mehr allgemein zu Vize-Seekadetten bzw. Vize-Deckoffizieren ernannt, sondern laufbahnspezifisch zu Vize-Steuerleuten bzw. Vize-Feuerwerkern; Reserve-Offizieraspiranten der Ingenieur-Laufbahn waren schon vorher speziell zu Vize-Maschinisten ernannt worden. 1915 kam die Seeflieger-Laufbahn hinzu (Vize-Flugmeister). Da die Seeflieger über kein eigenes Offizierskorps verfügten, erfolgte die Weiterbeförderung über den seemännischen Dienst (Leutnant zur See d. R.) oder über die Artillerie-Laufbahn (Leutnant d. R. der Marineartillerie). Nach bestandener Offiziersprüfung wurden Vize-Deckoffiziere auch nach 1893 umgs. noch einige Zeit als Vize-Säbel-Kadetten bezeichnet.

#### Ingenieuranwärter
Die Ingenieure der Kaiserlichen Marine ergänzten sich bis etwa 1905/06 ausschließlich aus langgediente Unteroffizieren der Maschinistenlaufbahn. Der unterste Ingenieursgrad (entsprechend jenem des Leutnants zur See) wurde darum meist erst nach 15-jähriger Gesamtdienstzeit oder später erreicht. Die „Neuordnung des Maschinenpersonals“ im Jahr 1900 löste die Ingenieurslaufbahn von jener der Maschinisten und versuchte über die Akademisierung der Ausbildung die „gehobenen Stände“ zu erreichen, deren Söhne nach Erlangung der Obersekundareife („Einjährigen-Zeugnis“) an der Marineingenieurschule Wilhelmshaven Aufnahme finden sollten. Der bis zum Ende der Ausbildung seitens der Familien zu erbringende monatliche Zuschuss von 40 Mark und die Kosten als „Selbsteinkleider“ stellten für ärmere Bevölkerungsschichten eine beträchtliche Barriere dar. Den Unteroffizieren der Maschinistenlaufbahn blieb fortan der weitere Aufstieg verschlossen. Die Beförderung zum aktiven Marine-Ingenieur erfolgte jetzt nach neun Jahren. Zum Vergleich: Die Ausbildung zum Leutnant zur See währte nur drei Jahre.
Mit der „Neuordnung des Maschinenpersonals“ wurden auch die Dienstgrade der Ingenieuranwärter restrukturiert:
| Dienstgrade der Marineingenieur-Anwärter (seit 1903) | Allgemeine Marine-Dienstgrade |
| ---------------------------------------------------- | ----------------------------- |
| Ingenieur-Anwärter                                   | Matrose                       |
| Ingenieur-Oberanwärter                               | Obermatrose                   |
| Ingenieur-Applikant                                  | Maat                          |
| Ingenieur-Oberapplikant                              | Obermaat                      |
| Ingenieur-Aspirant                                   | Deckoffizier                  |
| Ingenieur-Oberaspirant                               | Oberdeckoffizier              |

### Offiziere

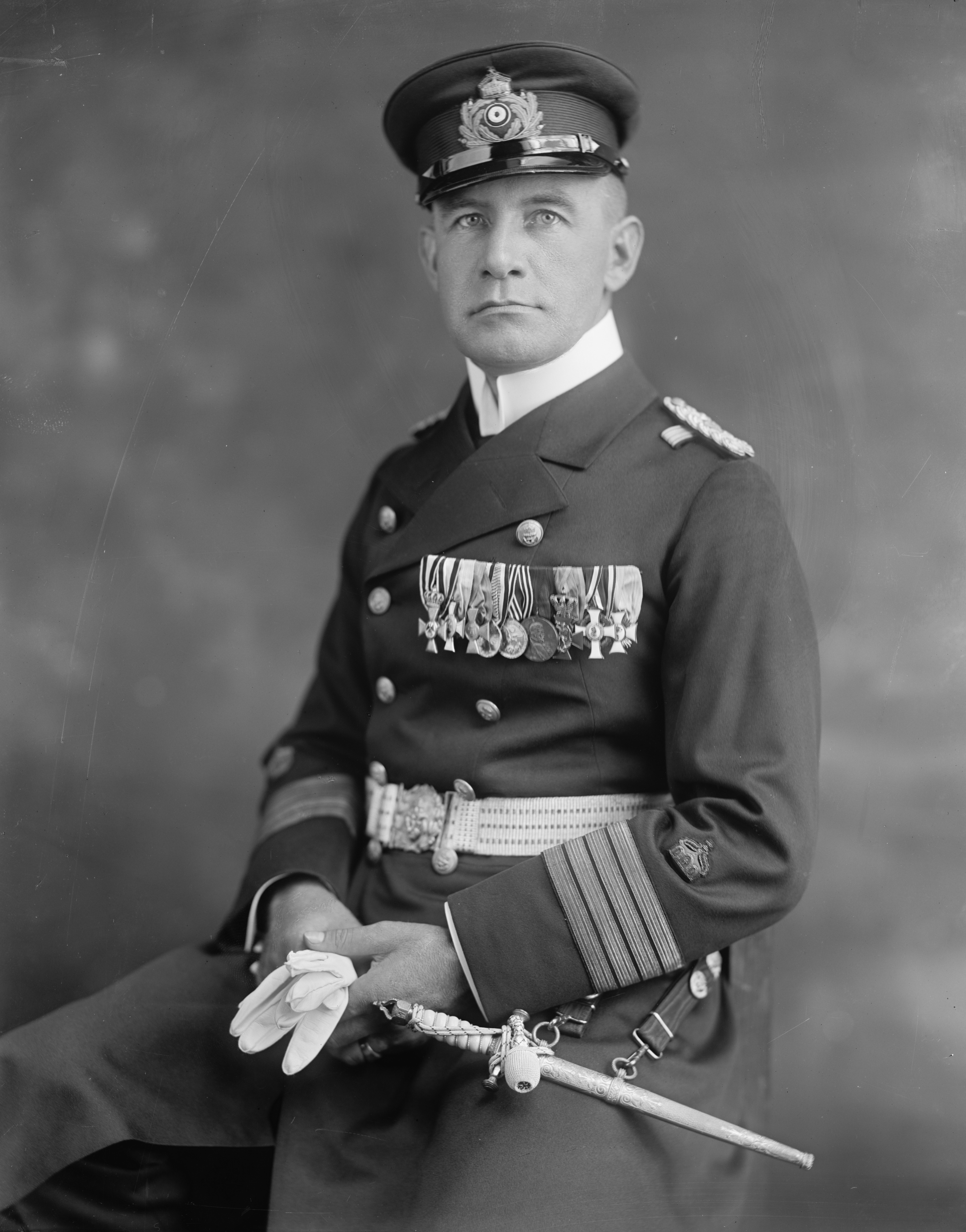
Karl Boy-Ed als Fregattenkapitän

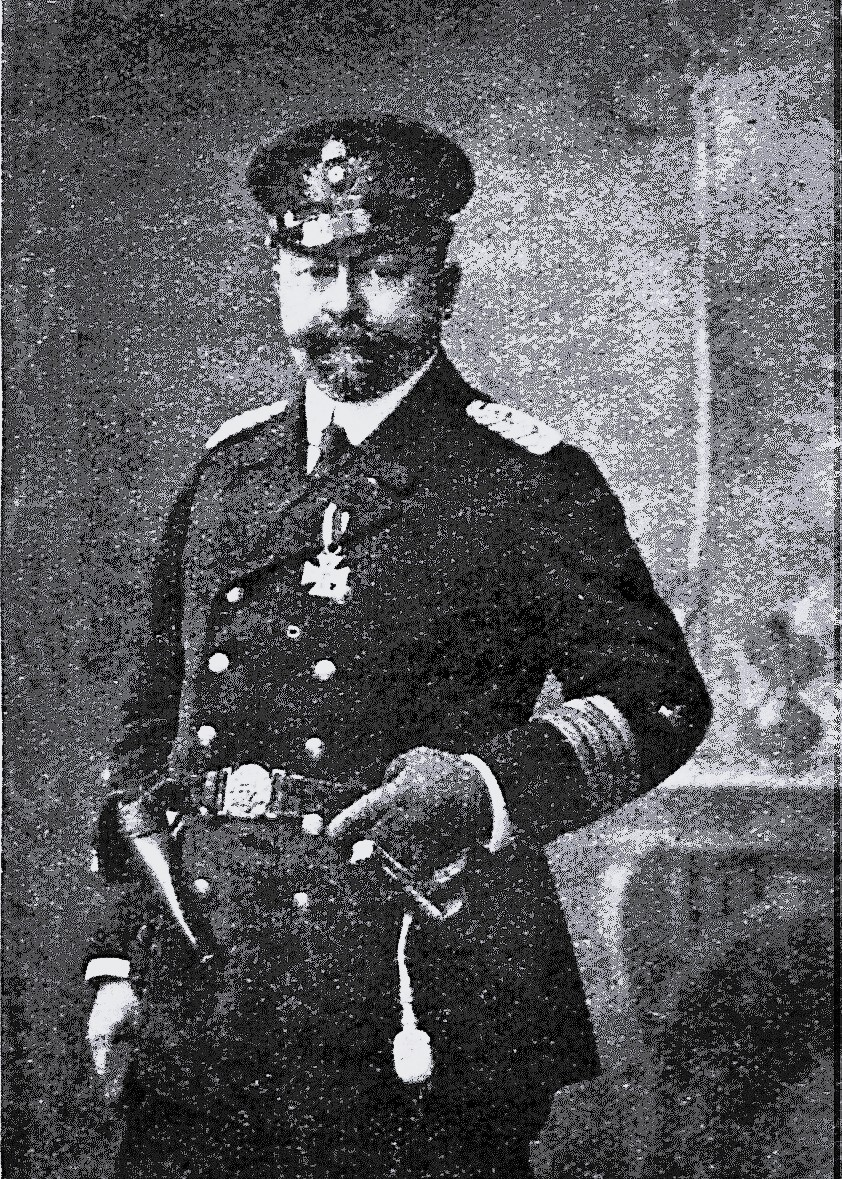
Titus Türk als Kapitän zur See

- Deckoffizierleutnant (Deckoffizieringenieur; im Januar 1916 eingeführt): Seeoffizier- oder Marineingenieurmütze. Silberne, schwarz-rot durchwirkte Achselstücke mit dem Deckoffizier-Laufbahnabzeichen. Auf den Kragenseiten kleine vergoldete Kaiserkrone mit Bändern.
- Leutnant zur See (bis 31. Dezember 1898 Unterleutnant zur See): über Ärmelaufschlägen umlaufende schmale Metalltresse; fransenlose Epauletten bzw. Schulterstücke aus vier zusammen genähten, schwarz-rot durchzogenen Silberplattschnüren (wie beim Landheer) (ohne Rangstern)
- Oberleutnant zur See (bis 31. Dezember 1898: Leutnant zur See): mittelbreite Ärmeltresse; Epauletten mit dünnen Fransen, Schulterstücke wie Leutnant (1 Stern)
- Kapitänleutnant: zwei mittelbreite Ärmeltressen; Epauletten mit dünnen Fransen, Schulterstücke wie Leutnant (2 Sterne)
- Korvettenkapitän: drei mittelbreite Ärmeltressen; Epauletten mit dichten Fransen bzw. geflochtene Schulterstücke aus schwarz-rot durchzogener Silberschnur (ohne Stern)
- Fregattenkapitän (bis 22. November 1898: Korvettenkapitän mit Oberstleutnantsrang): vier mittelbreite Ärmeltressen; Epauletten mit dichten Fransen, Schulterstücke wie Korvettenkapitän (1 Stern)
- Kapitän zur See: vier mittelbreite Ärmeltressen; Epauletten mit dichten Fransen, Schulterstücke wie Korvettenkapitän (2 Sterne)

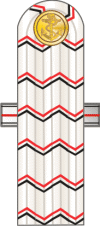
Leutnant zur See
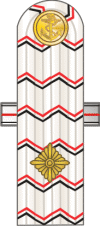
Oberleutnant zur See
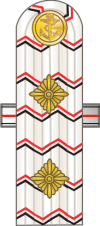
Kapitänleutnant
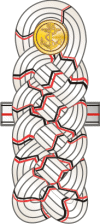
Korvettenkapitän
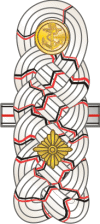
Fregattenkapitän
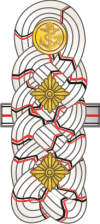
Kapitän zur See

Anmerkung: Die Sonderkorps trugen farbige Samtkragen sowie unter den Ärmelstreifen farbige Samtunterlagen: Marineärzte (dunkelblau), Ingenieure (schwarz), Torpeder-, Feuerwerks- und Zeugoffiziere (schwarz, seit 1902 braun, seit 1911 hellgrau). Nach der Abschaffung der Zeugoffizierslaufbahn im Jahr 1900 wurde deren Uniform seit 1906 nur noch von Verabschiedeten getragen. Deckoffizierleutnants bzw. Deckoffizieringenieure waren Offiziere ohne Patent und gingen aus den Deckoffizieren hervor. Die sich aus verdienten Unteroffizieren ergänzenden Torpeder-, Feuerwerks- und Zeugoffiziere konnten nur bis zum Torpeder-, Feuerwerks- und Zeugkapitänleutnant aufsteigen. Feuerwerks- und Zeugkapitänleutnants (nicht aber Torpederkapitänleutnants) konnten bei ihrer Verabschiedung den Charakters eines Feuerwerks- oder Zeugkapitäns (Korvettenkapitän) erhalten.
| Seeoffiziere      | Marine-Ingenieure         | Sanitätsoffiziere        |
| ----------------- | ------------------------- | ------------------------ |
| Leutnant z.S.     | Marine-Ingenieur          | Marine-Assistenzarzt     |
| Oberleutnant z.S. | Marine-Oberingenieur      | Marine-Oberassistenzarzt |
| Kapitänleutnant   | Marine-Stabsingenieur     | Marine-Stabsarzt         |
| Korvettenkapitän  | Marine-Oberstabsingenieur | Marine-Oberstabsarzt     |
| Fregattenkapitän  | Marine-Chefingenieur      | Marine-Generaloberarzt   |
| Kapitän z. S.     | Marine-Oberchefingenieur  | Marine-Generalarzt       |

Anmerkung: Ingenieuren war ein Aufstieg bis zum Dienstgrad des Marine-Chefingenieurs (Fregattenkapitän) möglich, seit 1916 auch bis zum Marine-Oberchefingenieur (Kapitän zur See). Trotz verschiedener Verbesserungen erreichten die Marine-Ingenieure erst 1920, nach Untergang des Kaiserreichs, die volle Gleichstellung mit dem Seeoffizierskorps. Bis dahin wurden Marine-Ingenieure nie als „Ingenieur-Offiziere“ bezeichnet, im Unterschied zu den Ärzten (als Sanitätsoffiziere) und den aus dem Unteroffiziersstand ergänzten Feuerwerks-, Zeugs- und Torpederoffizieren. An der Spitze des Sanitätsoffizierskorps stand der Generalstabsarzt der Marine, mit unbestimmtem Admiralsrang.

### Admirale
- Konteradmiral (bis 31. Dezember 1898: Contreadmiral), gegebenenfalls auch Generalstabsarzt der Marine: eine breite Ärmeltresse, darüber eine mittelbreite Ärmeltresse; Epauletten mit dicken Fransen bzw. geflochtene Schulterstücke aus zwei Goldschnüren und einer mittig eingefassten schwarz-rot durchzogenen Silberschnur (ohne Stern)
- Vizeadmiral, gegebenenfalls auch Generalstabsarzt der Marine (falls nicht Konteradmiral gleichgestellt): eine breite Ärmeltresse, zwei mittelbreite Tressen; Epauletten mit dicken Fransen, Schulterstück wie Konteradmiral (1 Stern)
- Admiral: eine breite Ärmeltresse, drei mittelbreite Tressen; Epauletten mit dicken Fransen, Schulterstück wie Konteradmiral (2 Sterne)
- Großadmiral: eine breite Ärmeltresse, vier mittelbreite Tressen; Epauletten mit dicken Fransen, Schulterstück wie Konteradmiral (gekreuzte Kommandostäbe)

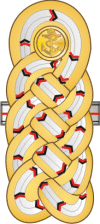
Konteradmiral
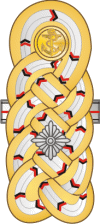
Vizeadmiral
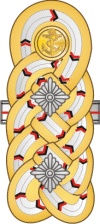
Admiral
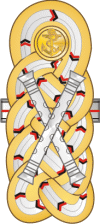
Großadmiral